# Локалита Цона Томбеле II (Венеција)
Локалита Цона Томбеле II (итал. Località Zona Tombelle II) је насеље у Италији у округу Венеција, региону Венето.
Према процени из 2011. у насељу је живело 55 становника. Насеље се налази на надморској висини од 5 м.